# Генгланж
Генгла́нж (фр. Guinglange) — коммуна во французском департаменте Мозель региона Лотарингия. Относится к кантону Фолькемон.	

## География
Генгланж расположен в 26 км к востоку от Меца. Соседние коммуны: Маранж-Зондранж на севере, От-Виньёль на северо-востоке, Флеранж, Креанж и Эльванж на юго-востоке, Сервиньи-ле-Равиль на западе, Равиль и Фулиньи на северо-западе.

## История

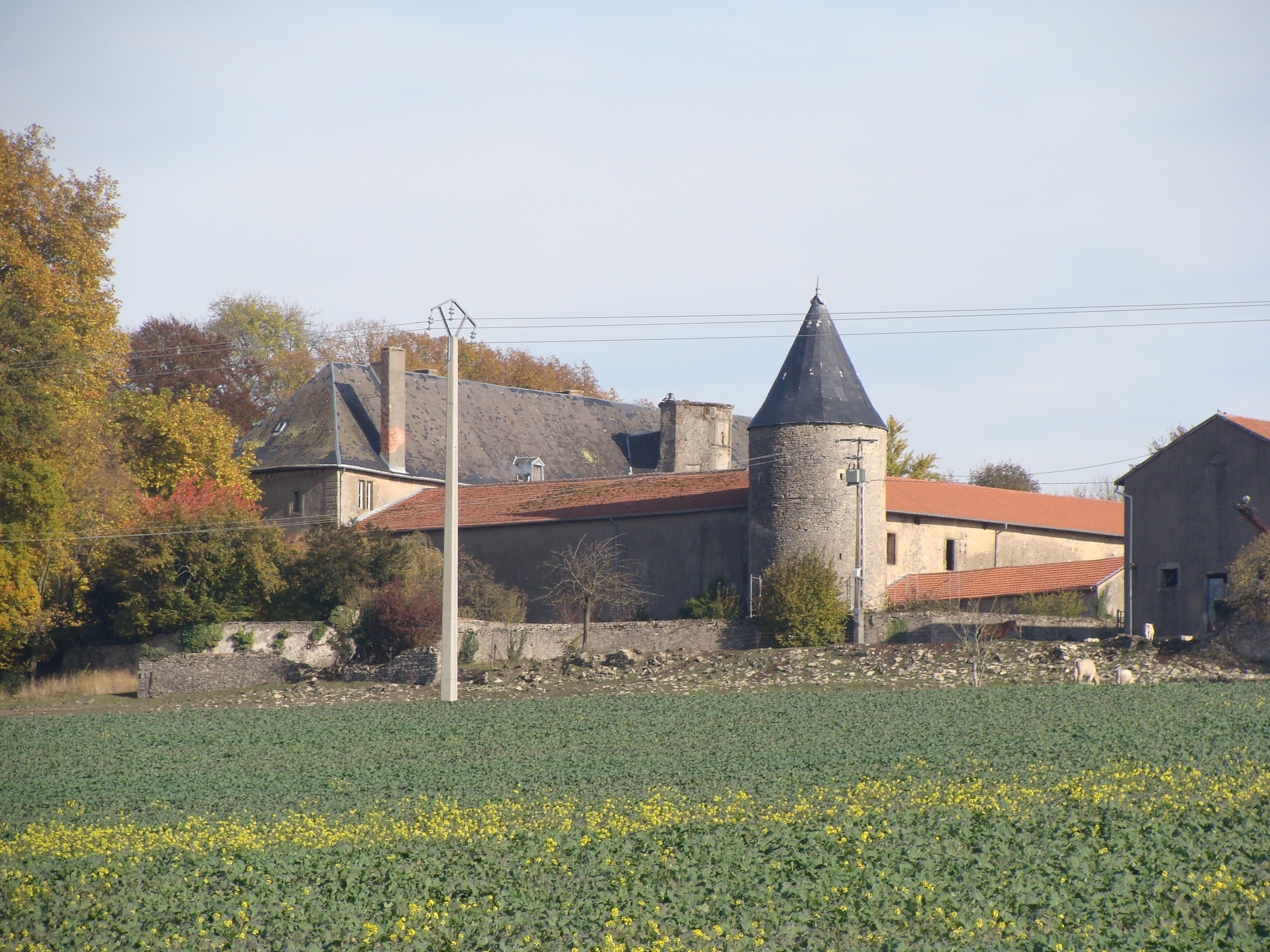
Замок Эльфеданж.

- Деревня бывшего сеньората Эльфеданж. Замок Эльфеданж семьи д'Эльфеданж, принадлежал епископу Меца.

## Демография
По переписи 2008 года в коммуне проживало 294 человека.	

## Достопримечательности
- Замок Эльфеданж, построен в XII веке, части XVII века. Прямоугольная основа, две круглые башни.
- Церковь Сен-Пьер, 1768 года.

## Известные уроженцы
- Эдуар Корбеден (Édouard Corbedaine; 1879—1950) — французский политический деятель, сенатор от партии Республиканский союз (1933—1940).